# Calle del Barrancal
La calle del Barrancal es una vía pública de la ciudad española de Vitoria.

## Descripción

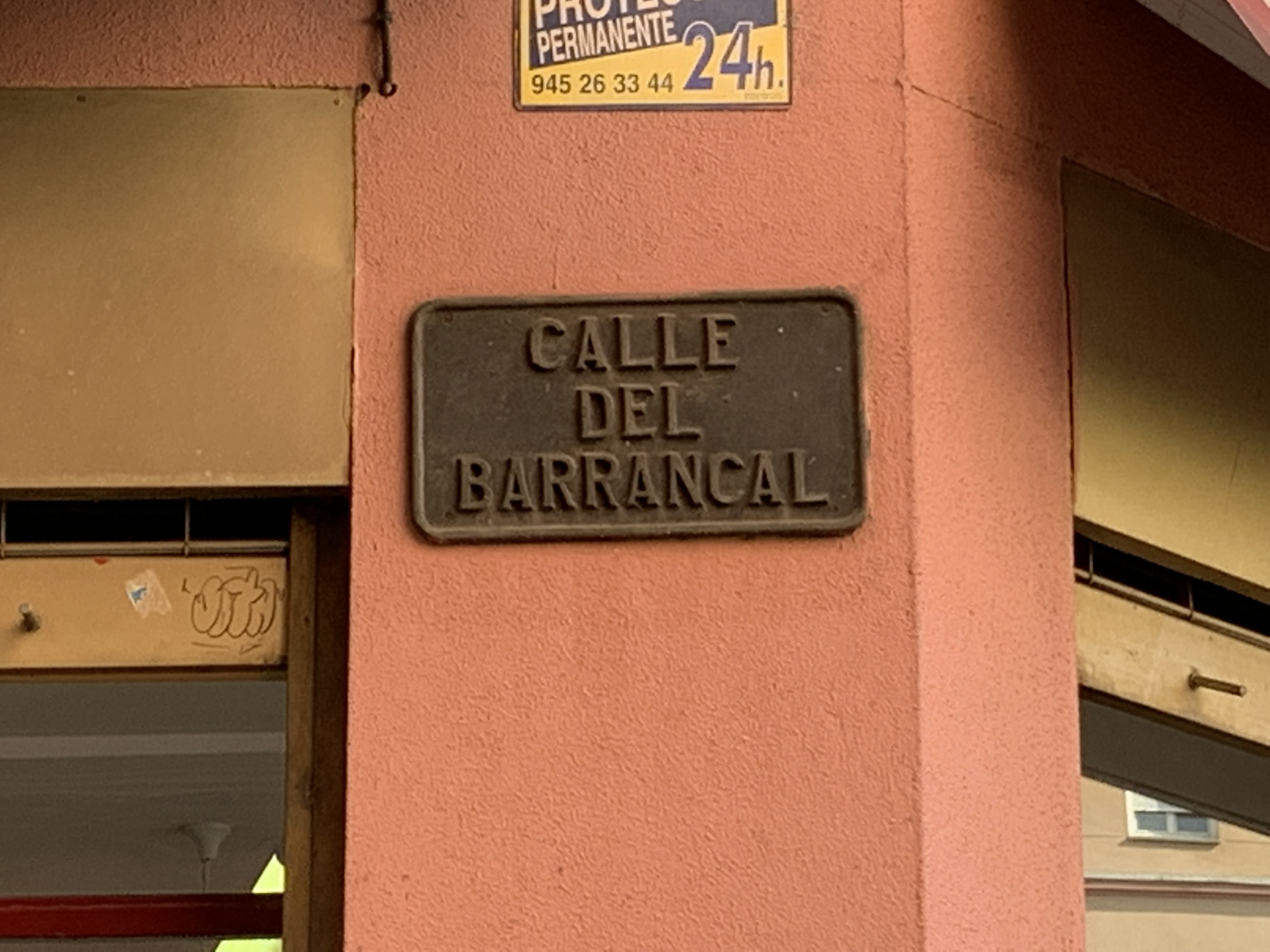
Placa con el título de la calle

La vía, que habría tenido el título en sus diferentes variantes desde el siglo XIII, nace del cantón de Santa María, donde conecta con la calle de San Vicente de Paúl, y llega hasta el portal de Arriaga. Aparece descrita en la Guía de Vitoria (1901) de José Colá y Goiti con las siguientes palabras:

Calle del Barrancal.—Nombre primitivo, degenerado de la palabra eúskara «Barrencal,» que significa Calle Nueva. Se le dió este nombre en el siglo XIII. Principia en la calle del Portal de Urbina y concluye frente al ex-convento de Santo Domingo.
(Colá y Goiti, 1901, p. 27)